# Лос-Корралес-де-Буельна
Лос-Корралес-де-Буельна (ісп. Los Corrales de Buelna) — муніципалітет в Іспанії, у складі автономної спільноти Кантабрія. Населення — 11 610 осіб (2009).
Муніципалітет розташований на відстані близько 320 км на північ від Мадрида, 30 км на південний захід від Сантандера.
На території муніципалітету розташовані такі населені пункти: Баррос, Лас-Кальдас-дель-Бесайя, Коо, Лос-Корралес-де-Буельна (адміністративний центр), Сан-Матео, Сомаос, Лобао.

## Демографія
Динаміка населення (INE ):

## Галерея зображень

Розташування муніципалітету